# El zarévich
El zarévich (título original en alemán, Der Zarewitsch) es una opereta en tres actos con música del compositor austro-húngaro Franz Lehár y libreto en alemán de Heinz Reichert y Béla Jenbach basado en la obra Carewicz de la autora polaca Gabriela Zapolska. Lehár compuso la obra como un vehículo para lucimiento de Richard Tauber, el aclamado tenor austriaco. Se estrenó en el Deutsches Künstlertheater de Berlín el 21 de febrero de 1927, con Tauber y Rita Georg en los papeles principales.  
La opereta fue estrenada en España en el Teatro Nuevo del Paralelo barcelonés en adaptación al castellano de Francisco Escrivá de Romaní el 26 de marzo de 1932 anunciada bajo el título de El zarewitch.

## Personajes
| Personaje              | Tesitura      | Reparto del estreno, 21 de febrero de 1927. (Director: - ) |
| ---------------------- | ------------- | ---------------------------------------------------------- |
| Zarévich               | tenor         | Richard Tauber                                             |
| Iwan, un paje          | barítono      | Paul Heidemann                                             |
| Mascha, esposa de Iwan | soprano       | Charlotte Ander                                            |
| Sonja                  | soprano       | Rita Georg                                                 |
| Lina                   | soprano       |                                                            |
| El primer ministro     | bajo          |                                                            |
| Maestro de Ceremonias  | bajo          |                                                            |
| Gran duque             | papel hablado |                                                            |